# 西川瑞希
西川 瑞希（にしかわ みずき、1992年11月16日 - ）は、日本のファッションモデルである。ファッション雑誌『Popteen』（角川春樹事務所）などのモデルとして知られる。エイベックス・マネジメントに所属している。

## 来歴

### デビュー前
千葉県で出生して一時東京に住み、埼玉県で育ち、3歳下の弟がいる。浜崎あゆみに憧れて高校1年生の時に本格的にギャルとして活動し、ブログを始めると人気を得てPopteenでモデルとして活動を始める。

### モデル活動
2010年6月に「Popteen」に読者モデルとして初登場し、11月号の創刊30周年アゲきゅん号で舟山久美子、村田莉、松岡里枝、鈴木奈々、出岡美咲、椎名ひかり、寿るい、河西美希、廣瀬麻伊らと共に表紙に起用され、同号の読者アンケート「好きなPopモデルランキング」で舟山に次いで2位となった。2010年12月号で舟山と共に再び表紙、2011年1月号で初めて単独で表紙に掲載された。アゲる!POP祭りなどのファッションショーに出演し、最近はビューティ誌などにも活躍の場を広げている。
2010年にJulietのシングル「アキラブ」、K.J. with Tiaraの「君がいた冬」、三浦サリーのデビューシングル「会いたくて… feat. JOYSTICKK」と3つのミュージックビデオに出演した。3曲ともチャートで好成績を残し、西川は「PVの女神」と称された。
2015年8月1日発売のPopteen9月号で、専属モデルを卒業した。
2015年10月23日発売の「Ray」12月号からRayの専属美容モデルとなった事を発表する。
2018年9月27日、講談社「Voce」のビューティーインフルエンサー集団、VOCEST!の"LEGEND"クラスに加入を発表した。
2018年10月23日発売の「Ray」12月号で、Rayの専属美容モデルを卒業した。

### その他
2011年6月から商品プロデュースの活動を始め、様々なコスメ雑貨商品をプロデュースする。2014年1月に念願のカラーコンタクト「RICHBABY YURURIAシリーズ」をプロデュースして全国のドン・キホーテで発売した。
化粧の技術に関する単行本など（後述『著作』節参照）の著作がある。
2016年8月からアパレルブランド『Cherie Mona』のファッションディレクター・デザイナーを務める。
2018年2月にラフォーレ原宿で『Cherie Mona』初の店舗を開店した。
2021年3月31日に、一般人の男性と結婚したことを5月14日に報告した。

## 出演

### 雑誌
- Nicky（ニッキー）（セブン&アイ出版）専属モデル
- Popteen（角川春樹事務所）専属モデル（2010年 - 2015年）[13]
- VoCE（講談社）VOCEST! LEGENDインフルエンサー（2018年 - ）

### ミュージックビデオ
- Juliet「アキラブ」（2010年）
- K.J. with Tiara「君がいた冬」（2010年）
- 三浦サリー
  - 「会いたくて… feat. JOYSTICKK」（2010年）
  - 「ベビーフレンド feat. CICO from BENNIE K」（2011年）

### ラジオ
- ゴチャ・まぜっ!火曜日（2012年5月15日 - 2013年4月9日、MBSラジオ） - レギュラー

### CM
- ドクターシーラボ VC100エッセンスローション（2016年3月 - ）[20]

## 著作
- 『みずきてぃ : mizukitty Style book』（角川春樹事務所、2013年） ISBN 978-4758412285
- 『Make you Happy』（ワニブックス、2015年） ISBN 978-4847093135
- 『小さな幸せを幸せと感じられたとき、心はたくさんの幸せであふれてる』(セブン&アイ出版、2017年)